# Norvégo-Américains
Les Norvégo-Américains (en norvégien : norskamerikaner et en anglais : Norwegian Americans) sont les Américains ayant partiellement ou en totalité des origines norvégiennes. 
Selon l'American Community Survey, pour la période 2011-2015, 4 445 030 personnes déclarent avoir au moins un ancêtre norvégien, et la plupart vivent dans le haut Midwest. Il y a peu ou prou autant de Norvégiens aux États-Unis qu'en Norvège.
Les immigrants norvégiens sont venus aux États-Unis principalement dans la dernière moitié du XIXe siècle et dans les deux premières décennies du XXe siècle.
À New-York, une partie de la 8e Avenue est rebaptisée « Lapskaus Boulevard » par la communauté immigrée norvégienne des années 1900 à 1950.